# 1500-1509
De jaren 1500-1509 (van de christelijke jaartelling) zijn een decennium in de 16e eeuw.

## Belangrijke gebeurtenissen

Leonardo da Vinci's Mona Lisa

### Heilig Roomse Rijk
- 1500 : Rijksdag van Augsburg. Oprichting van de kreitsen.
- 1503 : Landshuter Successieoorlog. George van het Hertogdom Beieren-Landshut sterft zonder mannelijke nakomelingen.
- 1505 : Na de Landshuter Successieoorlog ontstaat het verenigd Hertogdom Beieren en het Vorstendom Palts-Neuburg.

### Europa
- 1504 : Verdrag van Lyon maakt een eind aan de Italiaanse Oorlog (1499-1504)
- 1504 : Isabella I van Castilië sterft, Filips de Schone eist de troon op.
- 1506 : Filips de Schone sterft, zijn weduwe Johanna van Castilië wordt waanzinnig.
- 1508 : Oorlog van de Liga van Kamerijk. Paus Julius II komt in conflict met de Republiek Venetië. Om  Maximiliaan I van Oostenrijk aan zijn zijde te krijgen, biedt de paus hem de keizerskroon aan.
- 1509 : Slag bij Agnadello. De Republiek Venetië verliest, Frankrijk verovert Lombardije.
- 1509 : Koning Hendrik VII van Engeland sterft, hij wordt opgevolgd door Hendrik VIII.
- 1509 : Hendrik VIII huwt met de Spaanse prinses Catharina van Aragon, de weduwe van zijn broer prins Arthur Tudor van Wales.

### Lage landen
- 1502 - Begin van de Gelderse Oorlogen. Karel van Gelre probeert het Hertogdom Gelre los te weken van het Hertogdom Bourgondië.
- 1504 - In Mechelen wordt opnieuw de Grote Raad van Mechelen ingesteld als hoogste rechtsorgaan voor de Habsburgse Nederlanden. Dit is een belangrijke stap in de richting van integratie van de verschillende gewesten.
- 1506 : Filips de Schone sterft, hij wordt opgevolgd door zijn zus Margaretha van Oostenrijk.

### Azië
- 1501 : Ismael van de Safawieden verovert Tabriz, de hoofdstad van de Ak Koyunlu en laat hij zich kronen tot sjah van Perzië. Hij voert het sjiisme in als staatgodsdienst in het op dat moment nog grotendeels soennitische Iran.
- 1505 : De Oezbeekse heerser Moehammad Shajbani verovert Samarkand, de hoofdstad van het rijk van de Timoeriden, in 1506 Buchara en in 1507 Herat. De shah van Perzië, Ismail I, vindt dat hij moet ingrijpen.

### Ontdekkingsreizen
- 1500 : Op weg naar India ontdekt de Portugees Pedro Álvares Cabral, Brazilië. Een van zijn schepen onder leiding van Diogo Dias meert aan aan Madagaskar. Eenmaal in Calicut aangekomen, komt in conflict met islamitische handelaren.
- 1500 : Amerigo Vespucci ontdekt de monding van de Amazone.
- 1502 : De Spanjaarden beginnen met de bouw van het Fortaleza Ozama op eiland Hispaniola.

### Innovatie
- De Duitser Peter Henlein uit Neurenberg maakt tussen 1504 en 1508 de eerste draagbare klok met een veermechanisme. De doorbraak komt met Henleins uitvinding van de balansveer[bron?]. Zijn klokken worden gedragen aan de riem of om de nek met een ketting. In plaats van de latere ronde vorm, maakt Henlein de behuizing ovaal. Ze worden dan ook Neurenbergse eieren genoemd.

### Kunst en cultuur
- Het Tempietto van San Pietro in Montorio, een cilindervormig kerkje op de binnenplaats van de San Pietro in Montorio-kerk in Rome, wordt gebouwd door Donato Bramante. Het wordt beschouwd als het gebouw dat de Hoogrenaissance in de architectuur inluidt. In 1506 begint Bramante met de bouw van de St.-Pieterskerk te Rome
- 1503 - Leonardo da Vinci begint aan de Mona Lisa.
- De Venetiaanse drukker Aldus Manutius ontwikkelt een gestandaardiseerd interpunctiestelsel.

<< · 1500 · 1501 · 1502 · 1503 · 1504 · 1505 · 1506 · 1507 · 1508 · 1509 · >>
<< · 1500-1509 · 1510-1519 · 1520-1529 · 1530-1539 · 1540-1549 · 1550-1559 · 1560-1569 · 1570-1579 · 1580-1589 · 1590-1599 · >>